# حزب الخضر في إنجلترا وويلز
حزب الخضر في إنجلترا وويلز (المعروف أيضًا باسم حزب الخضر أو الخضر أو GPEW)؛ هو حزب سياسي أخضر يساري في إنجلترا وويلز. يقع مقر الحزب الرئيسي في لندن، وقد كان كل من سيان بيري وجوناثان بارتلي قائدا الحزب المشتركين منذ سبتمبر من عام 2018. يمتلك حزب الخضر ممثل واحد عنه في مجلس عموم المملكة المتحدة وممثلان عنه في مجلس اللوردات؛ بالإضافة إلى امتلاكه عدة مستشارين في الحكومة المحلية في المملكة المتحدة وعضوين في هيئة لندن التشريعية.
تجمع أيديولوجية الحزب بين حماية البيئة والسياسات الاقتصادية اليسارية ووسط اليسارية، بما في ذلك الخدمات العامة الممولة جيدًا والخاضعة للرقابة المحلية ضمن حدود اقتصاد الحالة الثابتة للدولة في ظل الرأسمالية المنظمة، ودعم التمثيل النسبي؛ بالإضافة إلى اعتماد أيديولوجية الحزب على النهج التقدمية للسياسات الاجتماعية مثل الحريات المدنية وحقوق الحيوان وحقوق المثليين في المملكة المتحدة وإصلاح السياسة المتعلقة بالمخدرات؛ ويؤمن الحزب بشدة باللاعنف والراتب الأساسي والأجر المعيشي والمشاركة الديمقراطية. يتألف الحزب من أقسام إقليمية مختلفة، بما في ذلك حزب الخضر شبه المستقل في ويلز. ينتمي الحزب على الصعيد الدولي إلى شبكة الخضر العالميين والحزب الأخضر الأوروبي.
تأسس حزب الخضر في إنجلترا وويلز في عام 1990 إلى جانب حزب الخضر الأسكتلندي وحزب الخضر في أيرلندا الشمالية، وذلك من خلال تقسيم حزب الخضر الذي الموجود مسبقًا، والذي كان في بداية الأمر عبارة عن مجموعة أُنشئت لتكون ما عُرف باسم حزب الشعب في عام 1973. سعى حزب الخضر إلى التأكيد على نمو الحكم المحلي طوال عام 1990، بعد أن شهد إصلاحات مركزية على يد مجموعة الخضر 2000 في أوائل ذلك العام. حصل الحزب على أول مقعد برلماني له في عام 2010 من خلال قائدة الحزب السابقة كارولين لوكاس، التي مثلت دائرة برايتون، بافيليون الانتخابية.

## الأيديولوجية والسياسة
بين عالم الاجتماع كريس روتس حصول حزب الخضر على التصويت «اليساري الليبرالي»، في حين بين دينيسون وغودوين اتسام الحزب الأخضر بعكس «القيم الليبرالية العالمية». يريد الحزب وضع حد للحكومة الضخمة -التي يرى أنها تعوق الديمقراطية المنفتحة والشفافة-، بالإضافة إلى الحد من قوة الشركات التجارية الكبرى، التي يزعم أنها تدعم الاتجاه غير المستدام للعولمة، وتضر بالتجارة والاقتصادات المحلية. ظهرت ادعاءات عن وجود انقسام واقتتال بين الفصائل الليبرالية والاشتراكية واللاسلطوية داخل حزب الخضر.
ينشر الحزب مجموعة كاملة من سياساته، بالشكل الذي وافقت عليه مؤتمرات الحزب المتتالية، بعنوان جماعي سياسات من أجل مجتمع مستدام (كان العنوان بيان من أجل مجتمع مستدام هو الاسم الأصلي قبل فبراير من عام2010). لخص الناشط في مجال حقوق مجتمع الميم وحقوق الإنسان بيتر تاتشل هذا البيان على أنه «اشتراكي بشكل متطرف»، وبأنه «يدمج القيم الاشتراكية الرئيسية» من خلال «رفضه للخصخصة واقتصاديات السوق الحرة والعولمة، واحتوائه على التزامات بالملكية العامة وحقوق العمال والديمقراطية الاقتصادية والضرائب التصاعدية وإعادة توزيع الثروة والسلطة».

### البيان
ينشر الحزب بيانًا لكل حملة من حملاته الانتخابية. حدد الخضر العديد من السياسات الجديدة في بيانهم الانتخابي ضمن الانتخابات العامة لعام 2015، بما في ذلك ضريبة روبن هود على البنوك، وضريبة جديدة بنسبة 60٪ على أولئك الذين يكسبون أكثر من 150.000 جنيه إسترليني سنويًا.
أوضح حزب الخضر في بيانه لعام 2019 سياساته الرئيسية بما في ذلك بقاء المملكة المتحدة في الاتحاد الأوروبي وإجراء تغييرات عامة، والاستثمار في الخدمات العامة، وتبسيط ضريبة الدخل وزيادة معدل ضريبة الشركات إلى 24٪. يتضمن بيان عام 2019 أربع ركائز أساسية: البقاء والتحول، وزيادة الديمقراطية، وضمان الجودة الخضراء للحياة، والشأن الجديد المتعلق بالضرائب والإنفاق؛ تدعم سياسة الإبقاء وإجراء التغييرات بقاء بريطانيا في الاتحاد الأوروبي، وزيادة التعاون عبر الحدود. تهدف زيادة الديمقراطية إلى إحداث تغيير ثوري في نظام التصويت الحالي وإعادة التوازن إلى سلطة الحكومة، وذلك تحديداً من خلال تخفيض سن التصويت إلى 16 سنة وإعادة تحديد صلاحيات الحكومات المحلية. يعالج ضمان الجودة الخضراء للحياة القضايا الاجتماعية مثل الإسكان، والخدمات الصحية الوطنية، والتعليم، والحفاظ على الريف، والتمييز، والجريمة، وإصلاح السياسات المتعلقة بالمخدرات، وحقوق الحيوان. كان الراتب الأساسي العالمي أحد الاقتراحات الرئيسية ضمن هذا القسم في البيان. يحدد الشأن الجديد المتعلق بالضرائب والإنفاق السياسات الاقتصادية للحزب بما في ذلك تبسيط ضريبة الدخل، وجعل الشركات الكبرى تدفع حصتها العادلة، ودعم الشركات التجارية الصغرى والحد من الإسراف في الإنفاق.

### سياسته الاقتصادية
يؤمن حزب الخضر «باقتصاد مناسب للجميع». وهذا يشمل خطوات جذرية للقضاء على الفقر من خلال سياسات اجتماعية طموحة مثل زيادة الحد الأدنى للأجور بما يتماشى مع أجر المعيشة؛ بالإضافة إلى أنه يريد أيضًا جعل أسبوع العمل أربعة أيام فقط؛ يقول العديد من الاقتصاديين بأن هذا قد يؤدي إلى ركود النمو الاقتصادي، بينما يقول آخرون أنه سيعزز الإنتاجية والنمو إذ أن أيام الاثنين والجمعة هي أقل الأيام إنتاجية في الأسبوع.
تعهد الخضر في نوفمبر من عام 2019 بتقديم راتب أساسي بحلول عام 2025، والذي سيقدم لكل شخص بالغ في المملكة المتحدة (إن كان عاطلًا عن العمل أم لا) مبلغًا من المال قدره 89 جنيهًا إسترلينيًا على الأقل في الأسبوع (مع مدفوعات إضافية لأولئك الذين يواجهون عوائق في العمل، بما في ذلك الأشخاص ذوي الإعاقة والآباء الوحيدين). تهدف هذه السياسة إلى التصدي للفقر، ومنح الناس الأمن المالي، وإعطاء الناس المزيد من الحرية في اختيار تقليل ساعات عملهم، أو بدء مشروع جديد أخضر، أو المشاركة في المجتمع، أو تحسين رفاهيتهم. تهدف هذه السياسة أيضًا إلى معالجة المستويات المرتفعة من الأوتوماتية التي تهدد بإخراج الملايين من العمل وتغيير الصناعة البريطانية بشكل أساسي.
يريد حزب الخضر رفع ضريبة الشركات من قيمتها الحالية البالغة 19٪ إلى قيمة أعلى، وقد صُمم هذا الأمر من أجل توليد المزيد من الإيرادات الحكومية والتأكد من عدم امتلاك الشركات الكبيرة لقوة كبيرة. يريد الحزب التوقف عن دعم الوقود الأحفوري ودعم مصادر الطاقة المتجددة مثل الرياح والطاقة الشمسية وطاقة المد والجزر عوضًا عن ذلك. يمكن أن يخلق الاستثمار في الطاقة الخضراء (أو ما يُعرف بالطاقة المستدامة) المزيد من فرص العمل كما أنه قد يعزز الاقتصاد أو قد يؤدي إلى ركود تام فيه. تتضمن السياسة الاقتصادية البيئية أيضًا صفقة خضراء، ويقول حزب الخضر إنها ستولد وظائف جديدة وتخفض تكاليف الطاقة في بريطانيا. يريد حزب الخضر زيادة التنمية البريطانية وموقفها من مؤشر التنمية البشرية ومؤشر وقت الفراغ. يعتقد حزب الخضر أن النمو الاقتصادي غير المنضبط قد ساهم في التلوث والاحتباس الحراري العالمي، وأنه يجب اتخاذ المزيد من الخطوات لضمان استدامة النمو وإبقاء الضرر البيئي عند حده الأدنى. 

### سياسته البيئية
يرغب الحزب بالعمل على التخلص بشكل تدريجي من توليد الطاقة من الوقود الأحفوري، بالإضافة إلى عمله على إغلاق محطات الطاقة التي تعمل بالفحم في أقرب وقت ممكن. يحاول حزب الخضر أيضًا التخلص الإعانات المخصصة للطاقة النووية في غضون عشر سنوات ويعمل على التخلص التدريجي من الطاقة النووية. يهدف الحزب إلى أن تصبح المملكة المتحدة متعادلة من حيث الأثر الكربوني. ينص بيان حزب الخضر على:
يجب على المملكة المتحدة أن تؤسس ميزانية الانبعاثات المستقبلية على مبادئ العلم والإنصاف وهدف الحفاظ على الاحتباس الحراري دون 1.5 درجة مئوية. تُلزم هذه المبادئ المملكة المتحدة بتخفيض انبعاثاتها الخاصة إلى صفر صافي بحلول عام 2030، وبالسعي إلى تقليل الانبعاثات المضمنة في الواردات إلى الصفر في أسرع وقت ممكن. تتطلب الحاجة الملحة لهذه الأهداف أن تجعل المملكة المتحدة كل من التغلب على العقبات التكنولوجية والسياسية والاجتماعية أولوية وطنية. 
يرغب حزب الخضر بتشكيل لجنة حماية البيئة لضمان حماية الموائل وتعزيز التنوع البيولوجي.